# Diependaele
Diependaele is een Nederlandstalige familienaam die voornamelijk in het zuidoosten van de Vlaamse provincie Oost-Vlaanderen voorkomt, voornamelijk in de streek van Herzele en Zottegem. In 2008 waren er in heel België 400 mensen met deze familienaam.

## Betekenis
De naam Diependaele verwijst naar een toponiem waarvan de eerste naamdragers afkomstig moeten geweest zijn. Er zijn heel wat gehuchten met de naam Diependaal, namelijk in het West-Vlaamse Deerlijk, het Limburgse Riemst en de Vlaams-Brabantse plaatsen Leuven, Winksele, Elewijt en Tervuren.

## Bekende naamdragers
- Hein Diependaele (1965-2005), Belgisch advocaat
- Hendrik van Diependaele (midden 15e eeuw-1509), Zuid-Nederlands glazenier
- Matthias Diependaele (1979), Belgisch Vlaams-nationalistisch politicus
- Renaat Diependaele (1913-1983), Belgisch Vlaams-nationalistisch politicus